# Humaria velenovskyi
Humaria velenovskyi är en svampart som först beskrevs av Vacek ex Svrcek, och fick sitt nu gällande namn av Korf & Sagara 1972. Humaria velenovskyi ingår i släktet Humaria och familjen Pyronemataceae.   Inga underarter finns listade i Catalogue of Life.